# Coppa del Re 2013-2014 (calcio a 5)
La Coppa del Re 2013-2014 è stata la 4ª edizione del torneo e si è disputata dall'8 ottobre 2013 al 3 maggio 2014. Partecipano alla competizione tutte le squadre di Primera e Segunda División oltre ad alcune della Segunda División B, per un totale di 37 formazioni. Il torneo è stato vinto per la quarta volta dal Barcellona.

## Risultati

### Turno preliminare
Gli accoppiamenti del turno preliminare sono stati decisi tramite sorteggio; gli incontri si sono disputati tra l'8 e il 12 ottobre 2013 in gara unica.
| Squadra 1         | Risultato | Squadra 2      |
| ----------------- | --------- | -------------- |
| Escola Pía        | 1 - 4     | Montcada       |
| Fonononos Gomerón | 4 - 0     | Las Cuevecitas |
| Zierbena          | 3 - 2     | Debabarrena    |
| Noia              | 4 - 2     | Narón          |
| Carnicer Torrejón | 9 - 8     | Valdepeñas     |

### Sedicesimi di finale
Gli accoppiamenti dei sedicesimi di finale sono stati decisi tramite sorteggio; gli incontri si sono disputati tra il 3 e il 5 novembre 2013 in gara unica.
| Squadra 1              | Risultato       | Squadra 2      |
| ---------------------- | --------------- | -------------- |
| Hércules San Vicente   | 4 - 2           | Gáldar         |
| Cartagena              | 4 - 1           | Jaén           |
| Ategua                 | 0 - 4           | Inter          |
| Betis                  | 4 - 6           | Levante        |
| L'Hospitalet Bellsport | 4 - 4 (1-4 dtr) | S10 Saragozza  |
| Melilla                | 1 - 2 (dts)     | Burela         |
| Noia                   | 5 - 4 (dts)     | Santa Coloma   |
| Montcada               | 3 - 1           | Xota           |
| Pío-Pío Temisas        | 0 - 5           | Prone Lugo     |
| Fonononos Gomerón      | 1 - 9           | Barcellona     |
| Zierbena               | 3 - 3 (7-6 dtr) | Peñíscola      |
| O Parrulo              | 2 - 6           | Manacor        |
| Carnicer Torrejón      | 2 - 8           | ElPozo Murcia  |
| Segovia                | 3 - 2           | Santiago       |
| Brihuega               | 3 - 5 (dts)     | Jumilla        |
| Uruguay Tenerife       | 1 - 2           | Ribera Navarra |

### Ottavi di finale
Gli accoppiamenti degli ottavi di finale sono stati decisi tramite sorteggio; gli incontri si sono disputati tra il 10 e il 18 dicembre 2013 in gara unica.
| Squadra 1            | Risultato   | Squadra 2      |
| -------------------- | ----------- | -------------- |
| Zierbena             | 4 - 5       | Manacor        |
| Cartagena            | 0 - 5       | Prone Lugo     |
| Noia                 | 0 - 5       | Ribera Navarra |
| Hércules San Vicente | 2 - 4       | ElPozo Murcia  |
| Montcada             | 1 - 7       | S10 Saragozza  |
| Barcellona           | 4 - 3 (dts) | Inter          |
| Segovia              | 0 - 7       | Jumilla        |
| Levante              | 2 - 4       | Burela         |

### Quarti di finale
Gli accoppiamenti dei quarti di finale e dei turni successivi sono stati decisi tramite sorteggio; gli incontri si sono disputati tra il 18 e il 19 febbraio 2014 in gara unica.
| Squadra 1     | Risultato | Squadra 2      |
| ------------- | --------- | -------------- |
| Burela        | 2 - 3     | Ribera Navarra |
| S10 Saragozza | 5 - 3     | Jumilla        |
| Prone Lugo    | 1 - 5     | ElPozo Murcia  |
| Barcellona    | 4 - 2     | Manacor        |

### Semifinali
Gli accoppiamenti delle semifinali riflettono quanto sancito nel sorteggio dei quarti di finale; gli incontri di andata si sono disputati il 31 marzo 2014 mentre quelli di ritorno, a campi invertiti, il 7 e l'8 aprile.
| Squadra 1      | Totale | Squadra 2     | Andata | Ritorno |
| -------------- | ------ | ------------- | ------ | ------- |
| Ribera Navarra | 2 - 5  | ElPozo Murcia | 1 - 5  | 1 - 0   |
| S10 Saragozza  | 4 - 12 | Barcellona    | 2 - 6  | 2 - 6   |

### Finale
La finale del torneo, giocata in gara unica, si è disputata il 3 maggio 2014 presso la Bilbao Arena di Bilbao.
| Arbitri: | Roberto Gracia Carlos Munez |

|                                               |           |                                  |
| Aicardo 22’ Igor 28’ Lozano 40’ Fernandão 49’ | Marcatori | 11’ J. Ruiz 17’ Franklin 37’ Eka |